# Estación Villazón
Villazón es una estación de ferrocarril ubicada en la ciudad homónima, departamento de Potosí, Bolivia.

## Servicios
Presta servicios de pasajeros hacia Oruro a través de la empresa Ferroviaria Andina Boliviana.
Hasta 1993 se conectaba con Argentina a través de un puente ferroviario con la ciudad de La Quiaca. Del lado argentino el ferrocarril se encuentra inactivo.